# Areal de Wahiba

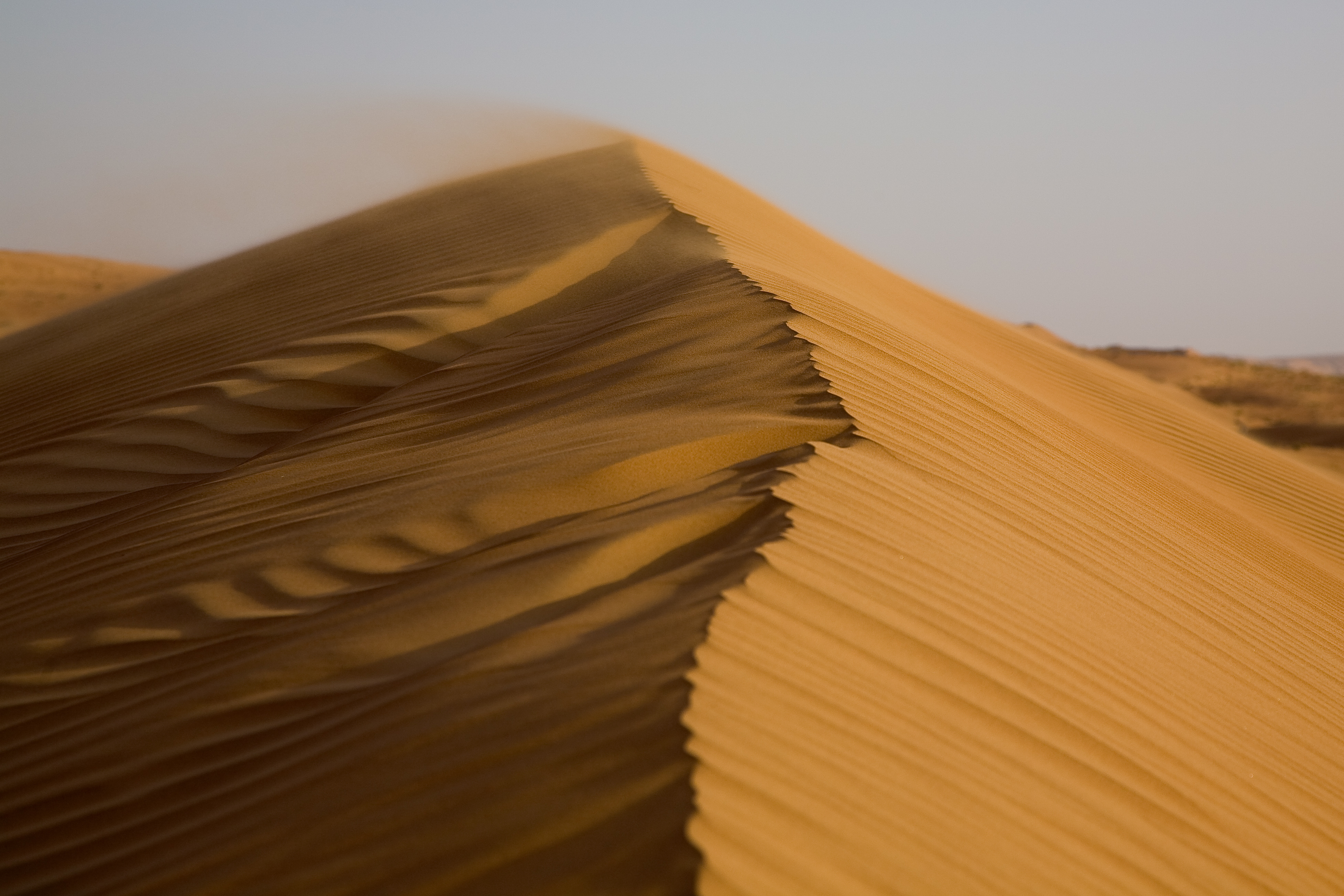
Areal de Wahiba

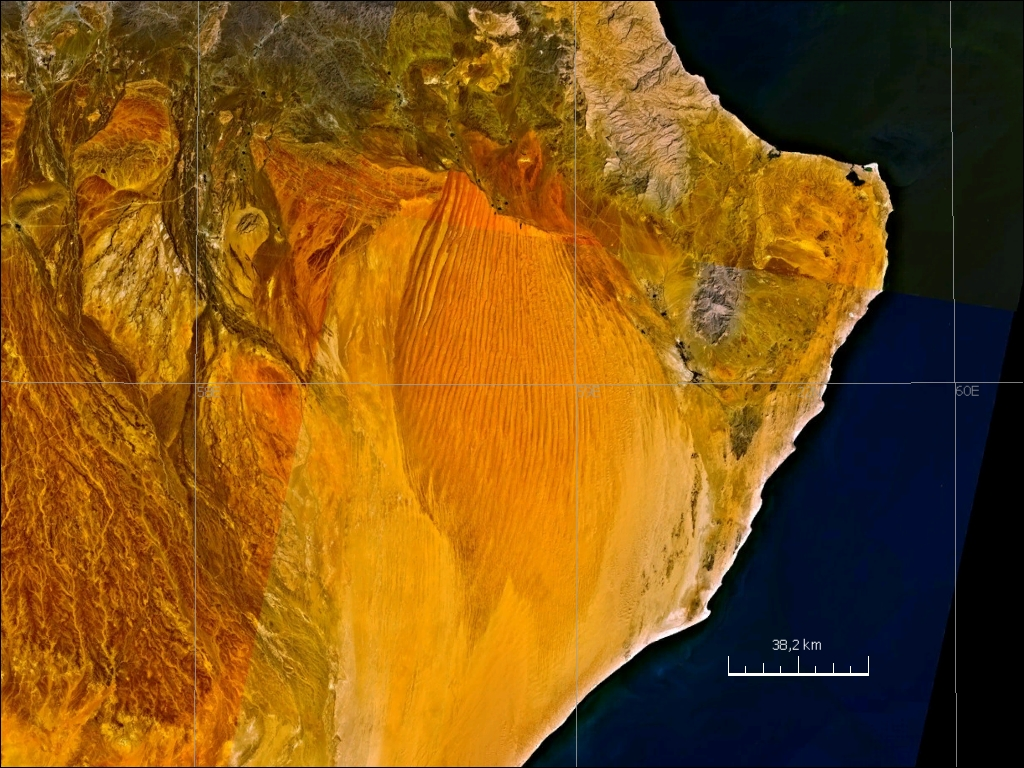
Wahiba visto de satélite da NASA

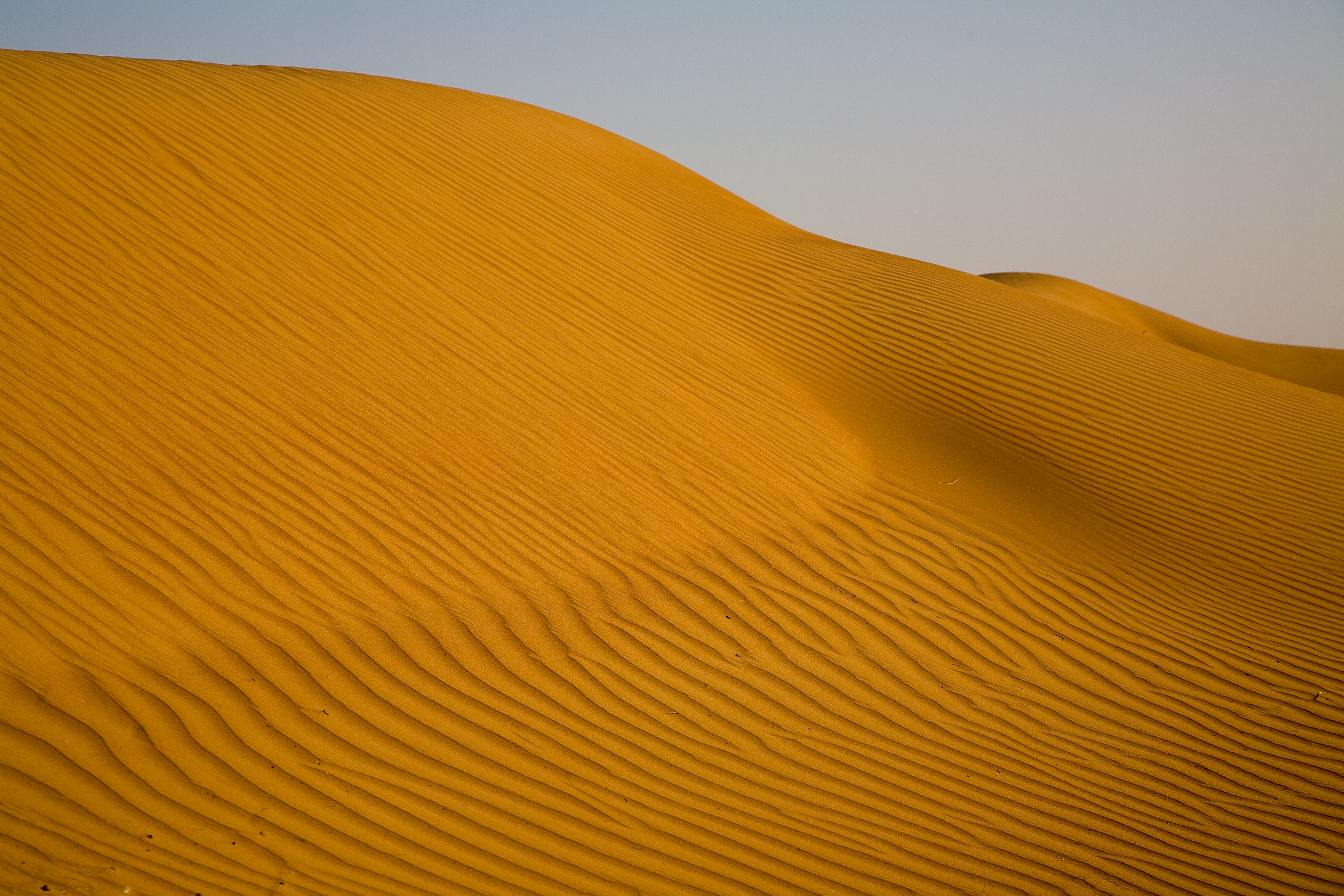

O areal de Wahiba ou Ramlat al-Wahiba (também chamado de areal de Sharqiya), é uma região desértica de Omã. A região recebe o nome da tribo Wahiba. A área é definida por uma fronteira de 180 quilômetros de norte a sul e 80 km de leste para oeste,  com uma área de 12.500 km². O deserto tem sido de interesse científico desde 1986 por uma expedição da Royal Geographical Society documentou a diversidade do terreno, a flora e a fauna, observando 16.000 invertebrados, bem como 200 espécies de outros animais, incluindo avifauna. Eles também documentaram 150 espécies da flora nativa.

## Geologia
O deserto foi formado durante o período quaternário, como resultado das forças de sudoeste soprando o vento das monções e do norte de Shamal, vindo do leste. Com base nos tipos de dunas encontradas na área, está dividido em alta ou superior Wahiba e baixa Wahiba. A área superior contém sistemas de areia mega-crista na linha norte-sul, que se acredita ter sido formado por monções. As dunas do norte, formada em algum momento após a última glaciação regional, medir até 100 metros de altura, com picos de acumulação nas áreas pouco além da velocidade de vento mais forte, onde o vento diminuir a velocidade a areia depositada. No norte e oeste, as fronteiras do deserto são delineadas pelos sistemas fluviais Wadi Batha and Wadi Andam. Sob as areias de superfície são uma velha camada de sedimento de carbonato. Depósitos Alluvium acreditado para ter originado a partir da Batha Wadi durante o Paleolítico foram divulgados no deserto central de 200 metros abaixo da superfície interduna. Acredita-se que a erosão eólica  tenha contribuído para a existência de uma planície quase ao nível do sudoeste.

## Demografia
A área é ocupada por beduínos se reúnem no Al Huyawah, um oásis perto da fronteira do deserto, entre junho e setembro para recolher dados. Tribos presentes na área no momento da Royal Geographic Society, predominantemente, a al-Wahiba (ou Yal Wahiba) para os quais a região é chamada, a al-Amr, al-Bu-Isa, a Hikman, Hishm e Janaba.